# Serolis reptans
Serolis reptans är en kräftdjursart som beskrevs av Brandt 1988. Serolis reptans ingår i släktet Serolis och familjen Serolidae. Inga underarter finns listade i Catalogue of Life.